# Esteban Andrada
Esteban Maximiliano Andrada (Mendoza, 26 gennaio 1991) è un calciatore argentino, portiere del Monterrey e della nazionale argentina.

## Carriera

### Club
La sua carriera da calciatore inizia nel 2005 quando viene acquistato dall'Atlético Club San Martín per militare nelle formazioni giovanili del club. Dopo tre stagioni viene acquistato dal Club Atlético Lanús, società calcistica della città di Lanús. Dopo due anni di militanza nella formazione primavera, viene trasferito in prima squadra con la carica di terzo portiere dietro a Mauricio Caranta e a Agustín Marchesín.
Il 15 maggio 2010 viene convocato per la prima volta come secondo portiere nel match contro l'Independiente, per far fronte all'infortunio di Mauricio Caranta.
Il 9 dicembre 2018 gioca da titolare la finale di ritorno di Copa Libertadores contro il River Plate, perdendo 3-1 ai supplementari.
Il 4 luglio 2021 viene acquistato dal Monterrey.

### Nazionale

#### Nazionale Under-20
Debutta in nazionale con la maglia dell'Under-18 per disputare alcune amichevoli; dopo poco tempo viene convocato dal ct dell'Under-20 Sergio Batista per prendere parte, come secondo portiere dietro solo a Agustín Marchesín, al Torneo di Tolone edizione 2009. Dal 2010 diventa il portiere titolare della Nazionale Under-20 di calcio dell'Argentina. Nel Campionato sudamericano del 2011, organizzato in Perù, viene eletto come miglior portiere del torneo, malgrado le otto reti subite in nove partite. Nel Campionato mondiale di calcio Under-20 mostra tutta la sua classe; ottiene una sola rete in cinque partite e para anche un rigore a Mohamed Salah durante gli ottavi di finale, ma l'esperienza del mondiale per l'albiceleste under-20 si conclude ai quarti di finale contro il Portogallo Under-20.

#### Nazionale Olimpica e Nazionale maggiore
Il 18 agosto viene convocato per prendere parte alla 16ª edizione dei Giochi panamericani con la Nazionale olimpica dell'Argentina, dopo la sua grande prestazione nel Mondiale di calcio Under-20.
Il 19 agosto 2011 è nella lista dei convocati per le amichevoli contro il Venezuela e la Nigeria, da giocare il 2 e il 6 settembre.
Fa l'esordio in nazionale maggiore il 26 marzo 2019, quando gioca i primi 67 minuti dell'amichevole vinta 1-0 contro il Marocco.

## Statistiche

### Presenze e reti nei club
Statistiche aggiornate al 25 giugno 2025.
| Stagione            | Squadra             | Campionato          | Campionato | Campionato | Coppe nazionali | Coppe nazionali | Coppe nazionali | Coppe continentali | Coppe continentali | Coppe continentali | Altre coppe | Altre coppe | Altre coppe | Totale | Totale |
| Stagione            | Squadra             | Comp                | Pres       | Reti       | Comp            | Pres            | Reti            | Comp               | Pres               | Reti               | Comp        | Pres        | Reti        | Pres   | Reti   |
| ------------------- | ------------------- | ------------------- | ---------- | ---------- | --------------- | --------------- | --------------- | ------------------ | ------------------ | ------------------ | ----------- | ----------- | ----------- | ------ | ------ |
| 2010-2011           | Lanús               | PD                  | 0          | 0          | -               | -               | -               | -                  | -                  | -                  | -           | -           | -           | 0      | 0      |
| 2011-2012           | Lanús               | PD                  | 0          | 0          | CA              | 1               | -1              | -                  | -                  | -                  | -           | -           | -           | 1      | -1     |
| 2012-2013           | Lanús               | PD                  | 1          | -2         | CA              | 0               | 0               | CS                 | 0                  | 0                  | -           | -           | -           | 1      | -2     |
| 2013-2014           | Lanús               | PD                  | 2          | -3         | CA              | 1               | -3              | CL                 | 2                  | 0                  | -           | -           | -           | 5      | -6     |
| 2014-2015           | Arsenal Sarandí     | PD                  | 45         | -60        | CA              | 1               | -2              | CS                 | 1                  | 0                  |             |             |             | 47     | -62    |
| 2016-2017           | Lanús               | PD                  | 16         | -16        | CA              | 1               | -1              | CL                 | 14                 | -12                | SA          | 1           | 0           | 32     | -29    |
| 2017-2018           | Lanús               | PD                  | 18         | -20        | CA              | 1               | -1              | CS                 | 4                  | -5                 | -           | -           | -           | 23     | -26    |
| Totale Lanús        | Totale Lanús        | Totale Lanús        | 37         | -41        |                 | 4               | -5              |                    | 20                 | -17                |             | 1           | 0           | 62     | -63    |
| 2018-2019           | Boca Juniors        | PD                  | 18         | -9         | CA+CS           | 1+7             | 0 + -4          | CL                 | 12                 | -8                 | SA          | 1           | 0           | 38     | -21    |
| 2019-2020           | Boca Juniors        | PD                  | 20         | -7         | CA+CS           | 0+1             | 0 + -1          | CL                 | 12                 | -6                 | -           | -           | -           | 33     | -14    |
| 2020-2021           | Boca Juniors        | PD                  | -          | -          | CL+CM           | 9+6             | -10 + -5        | CL+CCC             | 2+3                | 0 + -1             | -           | -           | -           | 20     | -16    |
| Totale Boca Juniors | Totale Boca Juniors | Totale Boca Juniors | 38         | -16        |                 | 24              | -20             |                    | 29                 | -15                |             | 1           | 0           | 92     | -51    |
| 2021-2022           | Monterrey           | LM                  | 31+4       | -29 + -4   | -               | -               | -               | -                  | -                  | -                  | MC          | 2           | -2          | 40     | -36    |
| 2022-2023           | Monterrey           | LM                  | 25+8       | -16 + -8   | -               | -               | -               | LC                 | 6                  | -6                 | -           | -           | -           | 39     | -30    |
| 2023-2024           | Monterrey           | LM                  | 32+6       | -32 + -6   | -               | -               | -               | CCC+LC             | 8+2                | -9 + -3            | -           | -           | -           | 48     | -50    |
| 2024-2025           | Monterrey           | LM                  | 24+4       | -29 + -6   | -               | -               | -               | CCC                | 2                  | -3                 | Cmc         | 3           | -1          | 33     | -39    |
| Totale Monterrey    | Totale Monterrey    | Totale Monterrey    | 112+22     | -106 + -24 |                 | -               | -               |                    | 18                 | -21                |             | 5           | -3          | 157    | -154   |
| Totale carriera     | Totale carriera     | Totale carriera     | 254        | -247       |                 | 29              | -27             |                    | 68                 | -53                |             | 7           | -3          | 358    | -330   |

### Cronologia presenze e reti in nazionale
| Cronologia completa delle presenze e delle reti in nazionale ― Argentina | Cronologia completa delle presenze e delle reti in nazionale ― Argentina | Cronologia completa delle presenze e delle reti in nazionale ― Argentina | Cronologia completa delle presenze e delle reti in nazionale ― Argentina | Cronologia completa delle presenze e delle reti in nazionale ― Argentina | Cronologia completa delle presenze e delle reti in nazionale ― Argentina | Cronologia completa delle presenze e delle reti in nazionale ― Argentina | Cronologia completa delle presenze e delle reti in nazionale ― Argentina |
| Data                                                                     | Città                                                                    | In casa                                                                  | Risultato                                                                | Ospiti                                                                   | Competizione                                                             | Reti                                                                     | Note                                                                     |
| ------------------------------------------------------------------------ | ------------------------------------------------------------------------ | ------------------------------------------------------------------------ | ------------------------------------------------------------------------ | ------------------------------------------------------------------------ | ------------------------------------------------------------------------ | ------------------------------------------------------------------------ | ------------------------------------------------------------------------ |
| 26-3-2019                                                                | Tangeri                                                                  | Marocco                                                                  | 0 – 1                                                                    | Argentina                                                                | Amichevole                                                               | -                                                                        | 67’                                                                      |
| 10-9-2019                                                                | San Antonio                                                              | Argentina                                                                | 4 – 0                                                                    | Messico                                                                  | Amichevole                                                               | -                                                                        |                                                                          |
| 15-11-2019                                                               | Riyad                                                                    | Brasile                                                                  | 0 – 1                                                                    | Argentina                                                                | Amichevole                                                               | -                                                                        |                                                                          |
| 18-11-2019                                                               | Tel Aviv                                                                 | Argentina                                                                | 2 – 2                                                                    | Uruguay                                                                  | Amichevole                                                               | -2                                                                       |                                                                          |
| Totale                                                                   |                                                                          | Presenze                                                                 | 4                                                                        |                                                                          | Reti                                                                     | -2                                                                       |                                                                          |

## Palmarès

### Club

#### Competizioni nazionali
- Campionato argentino: 1

Boca Juniors: 2019-2020
- Supercopa Argentina: 2

Lanus: 2016
Boca Juniors: 2018
- Copa Diego Armando Maradona: 1

Boca Juniors: 2020

#### Competizioni continentali
- CONCACAF Champions League: 1

Monterrey: 2021